# Torneios ATP Masters Series
O ATP Masters Series foi uma série de nove torneios que compuseram o calendário da Associação de Tenistas Profissionais (ATP), de 2004 a 2008. Os eventos aconteciam anualmente na Europa e na América do Norte.
Foi importante para os melhores jogadores do circuito profissional, já que a série incluiu os mais prestigiados torneios de tênis masculinos depois dos eventos do Grand Slam. Anteriormente a 2004, a série era conhecida como Championship Series, Single Week, de 1990 a 1995, Mercedes-Benz Super 9, de 1996 a 1999, e Tennis Masters Series, de 2000 a 2003. A partir de 2009, passou a ser chamado de ATP World Tour Masters 1000 e, em 2019, simplesmente ATP Masters 1000.

## Eventos

### 2008
| Torneio      | Vencedor           | Finalista          | Resultado      |
| ------------ | ------------------ | ------------------ | -------------- |
| Indian Wells | Novak Djokovic     | Mardy Fish         | 6–2, 5–7, 6–3  |
| Miami        | Nikolay Davydenko  | Rafael Nadal       | 6–4, 6–2       |
| Monte Carlo  | Rafael Nadal       | Roger Federer      | 7–5, 7–5       |
| Roma         | Novak Djokovic     | Stanislas Wawrinka | 4–6, 6–3, 6–3  |
| Hamburgo     | Rafael Nadal       | Roger Federer      | 7–5, 6–73, 6–3 |
| Toronto      | Rafael Nadal       | Nicolas Kiefer     | 6–3, 6–2       |
| Cincinnati   | Andy Murray        | Novak Djokovic     | 7–64, 7–65     |
| Madri        | Andy Murray        | Gilles Simon       | 6–4, 7–66      |
| Paris        | Jo-Wilfried Tsonga | David Nalbandian   | 6–3, 4–6, 6–4  |

### 2007
| Torneio      | Vencedor         | Finalista         | Resultado       |
| ------------ | ---------------- | ----------------- | --------------- |
| Indian Wells | Rafael Nadal     | Novak Djokovic    | 6–2, 7–5        |
| Miami        | Novak Djokovic   | Guillermo Cañas   | 6–3, 6–2, 6–4   |
| Monte Carlo  | Rafael Nadal     | Roger Federer     | 6–4, 6–4        |
| Roma         | Rafael Nadal     | Fernando González | 6–2, 6–2        |
| Hamburgo     | Roger Federer    | Rafael Nadal      | 2–6, 6–2, 6–0   |
| Montreal     | Novak Djokovic   | Roger Federer     | 7–62, 2–6, 7–62 |
| Cincinnati   | Roger Federer    | James Blake       | 6–1, 6–4        |
| Madri        | David Nalbandian | Roger Federer     | 1–6, 6–3, 6–3   |
| Paris        | David Nalbandian | Rafael Nadal      | 6–4, 6–0        |

### 2006
| Torneio      | Vencedor          | Finalista           | Resultado                  |
| ------------ | ----------------- | ------------------- | -------------------------- |
| Indian Wells | Roger Federer     | James Blake         | 7–5, 6–3, 6–0              |
| Miami        | Roger Federer     | Ivan Ljubičić       | 7–65, 7–64, 7–66           |
| Monte Carlo  | Rafael Nadal      | Roger Federer       | 6–2, 6–72, 6–3, 7–65       |
| Roma         | Rafael Nadal      | Roger Federer       | 6–70, 7–65, 6–4, 2–6, 7–65 |
| Hamburgo     | Tommy Robredo     | Radek Štěpánek      | 6–1, 6–3, 6–3              |
| Toronto      | Roger Federer     | Richard Gasquet     | 2–6, 6–3, 6–2              |
| Cincinnati   | Andy Roddick      | Juan Carlos Ferrero | 6–3, 6–4                   |
| Madri        | Roger Federer     | Fernando González   | 7–5, 6–1, 6–0              |
| Paris        | Nikolay Davydenko | Dominik Hrbatý      | 6–1, 6–2, 6–2              |

### 2005
| Torneio      | Vencedor      | Finalista       | Resultado                 |
| ------------ | ------------- | --------------- | ------------------------- |
| Indian Wells | Roger Federer | Lleyton Hewitt  | 6–2, 6–4, 6–4             |
| Miami        | Roger Federer | Rafael Nadal    | 2–6, 6–74, 7–65, 6–3, 6–1 |
| Monte Carlo  | Rafael Nadal  | Guillermo Coria | 6–3, 6–1, 0–6, 7–5        |
| Roma         | Rafael Nadal  | Guillermo Coria | 6–4, 3–6, 6–3, 4–6, 7–66  |
| Hamburgo     | Roger Federer | Richard Gasquet | 6–3, 7–5, 7–64            |
| Montreal     | Rafael Nadal  | Andre Agassi    | 6–3, 4–6, 6–2             |
| Cincinnati   | Roger Federer | Andy Roddick    | 6–3, 7–5                  |
| Madri        | Rafael Nadal  | Ivan Ljubičić   | 3–6, 2–6, 6–3, 6–4, 7–63  |
| Paris        | Tomáš Berdych | Ivan Ljubičić   | 6–3, 6–4, 3–6, 4–6, 6–4   |

### 2004
| Torneio      | Vencedor        | Finalista        | Resultado           |
| ------------ | --------------- | ---------------- | ------------------- |
| Indian Wells | Roger Federer   | Tim Henman       | 6–3, 6–3            |
| Miami        | Andy Roddick    | Guillermo Coria  | 6–72, 6–3, 6–1, ab. |
| Monte Carlo  | Guillermo Coria | Rainer Schüttler | 6–2, 6–1, 6–3       |
| Roma         | Carlos Moyà     | David Nalbandian | 6–3, 6–3, 6–1       |
| Hamburgo     | Roger Federer   | Guillermo Coria  | 4–6, 6–4, 6–2, 6–3  |
| Toronto      | Roger Federer   | Andy Roddick     | 7–5, 6–3            |
| Cincinnati   | Andre Agassi    | Lleyton Hewitt   | 6–3, 3–6, 6–2       |
| Madri        | Marat Safin     | David Nalbandian | 6–2, 6–4, 6–3       |
| Paris        | Marat Safin     | Radek Štěpánek   | 6–3, 7–65, 6–3      |

### 2003
| Torneio      | Vencedor            | Finalista        | Resultado       |
| ------------ | ------------------- | ---------------- | --------------- |
| Indian Wells | Lleyton Hewitt      | Gustavo Kuerten  | 6–1, 6–1        |
| Miami        | Andre Agassi        | Carlos Moyà      | 6–3, 6–3        |
| Monte Carlo  | Juan Carlos Ferrero | Guillermo Coria  | 6–2, 6–2        |
| Roma         | Félix Mantilla      | Roger Federer    | 7–5, 6–2, 7–68  |
| Hamburgo     | Guillermo Coria     | Agustín Calleri  | 6–3, 6–4, 6–4   |
| Montreal     | Andy Roddick        | David Nalbandian | 6–1, 6–3        |
| Cincinnati   | Andy Roddick        | Mardy Fish       | 4–6, 7–63, 7–64 |
| Madri        | Juan Carlos Ferrero | Nicolás Massú    | 6–3, 6–4, 6–3   |
| Paris        | Tim Henman          | Andrei Pavel     | 6–2, 7–66, 7–62 |

### 2002
| Torneio      | Vencedor            | Finalista      | Resultado          |
| ------------ | ------------------- | -------------- | ------------------ |
| Indian Wells | Lleyton Hewitt      | Tim Henman     | 6–1, 6–2           |
| Miami        | Andre Agassi        | Roger Federer  | 6–3, 6–3, 3–6, 6–4 |
| Monte Carlo  | Juan Carlos Ferrero | Carlos Moyà    | 7–5, 6–3, 6–4      |
| Roma         | Andre Agassi        | Tommy Haas     | 6–3, 6–3           |
| Hamburgo     | Roger Federer       | Marat Safin    | 6–1, 6–3, 6–4      |
| Toronto      | Guillermo Cañas     | Andy Roddick   | 6–4, 7–5           |
| Cincinnati   | Carlos Moyà         | Lleyton Hewitt | 7–5, 7–65          |
| Madri        | Andre Agassi        | Jiří Novák     | w.o.               |
| Paris        | Marat Safin         | Lleyton Hewitt | 7–64, 6–0, 6–4     |

### 2001
| Torneio      | Vencedor            | Finalista           | Resultado                |
| ------------ | ------------------- | ------------------- | ------------------------ |
| Indian Wells | Andre Agassi        | Pete Sampras        | 7–65, 7–5, 6–1           |
| Miami        | Andre Agassi        | Jan-Michael Gambill | 7–64, 6–1, 6–0           |
| Monte Carlo  | Gustavo Kuerten     | Hicham Arazi        | 6–3, 6–2, 6–4            |
| Roma         | Juan Carlos Ferrero | Gustavo Kuerten     | 3–6, 6–1, 2–6, 6–4, 6–2  |
| Hamburgo     | Albert Portas       | Juan Carlos Ferrero | 4–6, 6–2, 0–6, 7–65, 7–5 |
| Montreal     | Andrei Pavel        | Patrick Rafter      | 7–63, 2–6, 6–3           |
| Cincinnati   | Gustavo Kuerten     | Patrick Rafter      | 6–1, 6–3                 |
| Stuttgart    | Tommy Haas          | Max Mirnyi          | 6–2, 6–2, 6–2            |
| Paris        | Sébastien Grosjean  | Yevgeny Kafelnikov  | 7–63, 6–1, 6–75, 6–4     |

### 2000
| Torneio      | Vencedor        | Finalista          | Resultado                 |
| ------------ | --------------- | ------------------ | ------------------------- |
| Indian Wells | Alex Corretja   | Thomas Enqvist     | 6–4, 6–4, 6–3             |
| Miami        | Pete Sampras    | Gustavo Kuerten    | 6–1, 6–72, 7–65, 7–68     |
| Monte Carlo  | Cédric Pioline  | Dominik Hrbatý     | 6–4, 7–63, 7–66           |
| Roma         | Magnus Norman   | Gustavo Kuerten    | 6–3, 4–6, 6–4, 6–4        |
| Hamburgo     | Gustavo Kuerten | Marat Safin        | 6–4, 5–7, 6–4, 5–7, 7–63  |
| Toronto      | Marat Safin     | Harel Levy         | 6–3, 6–2                  |
| Cincinnati   | Thomas Enqvist  | Tim Henman         | 7–6, 6–4                  |
| Stuttgart    | Wayne Ferreira  | Lleyton Hewitt     | 7–6, 3–6, 6–7, 7–6, 6–2   |
| Paris        | Marat Safin     | Mark Philippoussis | 3–6, 7–67, 6–4, 3–6, 7–68 |

## Estatísticas

### Campeões por torneio
|      | Indian Wells   | Miami           | Monte Carlo     | Hamburgo             | Roma            | Canadá               | Cincinnati      | Madri            | Paris            |
| ---- | -------------- | --------------- | --------------- | -------------------- | --------------- | -------------------- | --------------- | ---------------- | ---------------- |
| 2008 | Djokovic (3/4) | Davydenko (2/2) | Nadal (10/12)   | Novak Djokovic (4/4) | Nadal (12/12)   | Nadal (1/2)          | Murray (1/2)    | Murray (2/2)     | Tsonga (1/)      |
| 2007 | Nadal (7/12)   | Djokovic (1/4)  | Nadal (8/12)    | Nadal (9/12)         | Federer (13/14) | Novak Djokovic (2/4) | Federer (14/14) | Nalbandian (1/2) | Nalbandian (2/2) |
| 2006 | Federer (9/14) | Federer (10/14) | Nadal (5/12)    | Nadal (6/12)         | Robredo (1/1)   | Federer (11/14)      | Roddick (4/4)   | Federer (12/14)  | Davydenko (1/2)  |
| 2005 | Federer (5/14) | Federer (6/14)  | Nadal (1/12)    | Nadal (2/12)         | Federer (7/14)  | Nadal (3/12)         | Federer (8/14)  | Nadal (4/12)     | Berdych (1/1)    |
| 2004 | Federer (2/14) | Roddick (3/4)   | Coria (2/2)     | Moyà (3/3)           | Federer (3/14)  | Federer (4/14)       | Agassi (17/17)  | Safin (4/5)      | Safin (5/5)      |
| 2003 | Hewitt (2/2)   | Agassi (16/17)  | Ferrero (3/4)   | Mantilla (1/1)       | Coria (1/2)     | Roddick (1/4)        | Roddick (2/4)   | Ferrero (4/4)    | Henman (1/1)     |
| 2002 | Hewitt (1/2)   | Agassi (13/17)  | Ferrero (2/4)   | Agassi (14/17)       | Federer (1/14)  | Cañas (1/1)          | Moyà (2/3)      | Agassi (15/17)   | Safin (3/5)      |
|      | Indian Wells   | Miami           | Monte Carlo     | Hamburgo             | Roma            | Canadá               | Cincinnati      | Stuttgart        | Paris            |
| 2001 | Agassi (11/17) | Agassi (12/17)  | Kuerten (4/5)   | Ferrero (1/4)        | Portas (1/1)    | Pavel (1/1)          | Kuerten (5/5)   | Haas (1/1)       | Grosjean (1/1)   |
| 2000 | Corretja (2/2) | Sampras (11/11) | Pioline (1/1)   | Norman (1/1)         | Kuerten (3/5)   | Safin (1/5)          | Enqvist (3/3)   | Ferreira (2/2)   | Safin (2/5)      |
| 1999 | Philippoussis  | Krajicek (2/2)  | Kuerten (1/5)   | Kuerten (2/5)        | Ríos (5/5)      | Johansson (1/1)      | Sampras (10/11) | Enqvist (2/3)    | Agassi (10/17)   |
| 1998 | Ríos (2/5)     | Ríos (3/5)      | Moyà (1/3)      | Ríos (4/5)           | Costa (1/1)     | Rafter (1/2)         | Rafter (2/2)    | Krajicek (1/2)   | Rusedski (1/1)   |
| 1997 | Chang (7/7)    | Muster (8/8)    | Ríos (1/5)      | Corretja (1/2)       | Medvedev (4/4)  | Woodruff (1/1)       | Sampras (8/11)  | Korda (1/1)      | Sampras (9/11)   |
| 1996 | Chang (6/7)    | Agassi (8/17)   | Muster (6/8)    | Muster (7/8)         | Carretero (1/1) | Ferreira (1/2)       | Agassi (9/17)   | Becker (5/5)     | Enqvist (1/3)    |
|      | Indian Wells   | Miami           | Monte Carlo     | Hamburgo             | Roma            | Canadá               | Cincinnati      | Essen            | Paris            |
| 1995 | Sampras (6/11) | Agassi (5/17)   | Muster (3/8)    | Muster (4/8)         | Medvedev (3/4)  | Agassi (6/17)        | Agassi (7/17)   | Muster (5/8)     | Sampras (7/11)   |
|      | Indian Wells   | Miami           | Monte Carlo     | Hamburgo             | Roma            | Canadá               | Cincinnati      | Estocolmo        | Paris            |
| 1994 | Sampras (3/11) | Sampras (4/11)  | Medvedev (1/4)  | Sampras (5/11)       | Medvedev (2/4)  | Agassi (3/17)        | Chang (5/7)     | Becker (4/5)     | Agassi (4/17)    |
| 1993 | Courier (4/5)  | Sampras (2/11)  | Bruguera (2/2)  | Courier (5/5)        | Stich (1/2)     | Pernfors (1/1)       | Chang (4/7)     | Stich (2/2)      | Ivanišević (2/2) |
| 1992 | Chang (2/7)    | Chang (3/7)     | Muster (2/8)    | Courier (3/5)        | Edberg (4/4)    | Agassi (2/17)        | Sampras (1/11)  | Ivanišević (1/2) | Becker (3/5)     |
| 1991 | Courier (1/5)  | Courier (2/5)   | Bruguera (1/2)  | Sánchez (1/1)        | Nováček (1/1)   | Chesnokov (2/2)      | Forget (1/2)    | Becker (2/5)     | Forget (2/2)     |
| 1990 | Edberg (1/4)   | Agassi (1/17)   | Chesnokov (1/2) | Muster (1/8)         | Aguilera (1/1)  | Chang (1/7)          | Edberg (2/4)    | Becker (1/5)     | Edberg (3/4)     |

### Múltiplos títulos
Jogadores com 2 ou mais títulos entre 1990 e 2008:
| #  | Jogador             | IW | MI | MC | HA | RO | CA | CI | ST | ES | PA | MA | #  | Período entre 1º e último título |
| -- | ------------------- | -- | -- | -- | -- | -- | -- | -- | -- | -- | -- | -- | -- | -------------------------------- |
| 1  | Andre Agassi        | 1  | 6  | –  | –  | 1  | 3  | 3  | –  | –  | 2  | 1  | 17 | 1990–2004 (15)                   |
| 2  | Roger Federer       | 3  | 2  | –  | 4  | –  | 2  | 2  | –  | –  | –  | 1  | 14 | 2002–2007 (6)                    |
| 3  | Rafael Nadal        | 1  | –  | 4  | 1  | 3  | 2  | –  | –  | –  | –  | 1  | 12 | 2005–2008 (4)                    |
| 4  | Pete Sampras        | 2  | 3  | –  | –  | 1  | –  | 3  | –  | –  | –  | 2  | 11 | 1992–2000 (9)                    |
| 5  | Thomas Muster       | –  | 1  | 3  | –  | 3  | –  | –  | –  | 1  | –  | –  | 8  | 1990–1997 (8)                    |
| 6  | Michael Chang       | 3  | 1  | –  | –  | –  | 1  | 2  | –  | –  | –  | –  | 7  | 1990–1997 (8)                    |
| 7  | Boris Becker        | –  | –  | –  | –  | –  | –  | –  | 3  | 1  | 1  | –  | 5  | 1990–1996 (7)                    |
| =  | Jim Courier         | 2  | 1  | –  | –  | 2  | –  | –  | –  | –  | –  | –  | 5  | 1991–1993 (3)                    |
| =  | Gustavo Kuerten     | –  | –  | 2  | 1  | 1  | –  | 1  | –  | –  | –  | –  | 5  | 1999–2001 (3)                    |
| =  | Marcelo Ríos        | 1  | 1  | 1  | 1  | 1  | –  | –  | –  | –  | –  | –  | 5  | 1997–1999 (3)                    |
| =  | Marat Safin         | –  | –  | –  | –  | –  | 1  | –  | –  | –  | 3  | 1  | 5  | 2000–2004 (5)                    |
| 12 | Novak Djokovic      | 1  | 1  | –  | –  | 1  | 1  | –  | –  | –  | –  | –  | 4  | 2007–2008 (2)                    |
| =  | Stefan Edberg       | 1  | –  | –  | 1  | –  | –  | 1  | –  | –  | 1  | –  | 4  | 1990–1992 (3)                    |
| =  | Juan Carlos Ferrero | –  | –  | 2  | –  | 1  | –  | –  | –  | –  | –  | 1  | 4  | 2001–2003 (3)                    |
| =  | Andriy Medvedev     | –  | –  | 1  | 3  | –  | –  | –  | –  | –  | –  | –  | 4  | 1994–1997 (4)                    |
| =  | Andy Roddick        | –  | 1  | –  | –  | –  | 1  | 2  | –  | –  | –  | –  | 4  | 2003–2006 (4)                    |
| 17 | Thomas Enqvist      | –  | –  | –  | –  | –  | –  | 1  | –  | 1  | 1  | –  | 3  | 1996–2000 (5)                    |
| =  | Carlos Moyá         | –  | –  | 1  | –  | 1  | –  | 1  | –  | –  | –  | –  | 3  | 1998–2004 (7)                    |
| 19 | Sergi Bruguera      | –  | –  | 2  | –  | –  | –  | –  | –  | –  | –  | –  | 2  | 1991–1993 (3)                    |
| =  | Andrei Chesnokov    | –  | –  | 1  | –  | –  | 1  | –  | –  | –  | –  | –  | 2  | 1990–1991 (2)                    |
| =  | Guillermo Coria     | –  | –  | 1  | 1  | –  | –  | –  | –  | –  | –  | –  | 2  | 2003–2004 (2)                    |
| =  | Àlex Corretja       | 1  | –  | –  | –  | 1  | –  | –  | –  | –  | –  | –  | 2  | 1997–2000 (4)                    |
| =  | Nikolay Davydenko   | –  | 1  | –  | –  | –  | –  | –  | –  | –  | 1  | –  | 2  | 2006–2008 (3)                    |
| =  | Wayne Ferreira      | –  | –  | –  | –  | –  | 1  | –  | –  | 1  | –  | –  | 2  | 1996–2000 (5)                    |
| =  | Guy Forget          | –  | –  | –  | –  | –  | –  | 1  | –  | –  | 1  | –  | 2  | 1991–1991 (1)                    |
| =  | Lleyton Hewitt      | 2  | –  | –  | –  | –  | –  | –  | –  | –  | –  | –  | 2  | 2002–2003 (2)                    |
| =  | Goran Ivanišević    | –  | –  | –  | –  | –  | –  | –  | 1  | –  | 1  | –  | 2  | 1992–1993 (2)                    |
| =  | Richard Krajicek    | –  | 1  | –  | –  | –  | –  | –  | –  | 1  | –  | –  | 2  | 1998–1999 (2)                    |
| =  | Andy Murray         | –  | –  | –  | –  | –  | –  | 1  | –  | –  | –  | 1  | 2  | 2008–2008 (1)                    |
| =  | David Nalbandian    | –  | –  | –  | –  | –  | –  | –  | –  | –  | 1  | 1  | 2  | 2007–2007 (1)                    |
| =  | Pat Rafter          | –  | –  | –  | –  | –  | 1  | 1  | –  | –  | –  | –  | 2  | 1998–1998 (1)                    |
| =  | Michael Stich       | –  | –  | –  | 1  | –  | –  | –  | 1  | –  | –  | –  | 2  | 1993–1993 (1)                    |